# Hansteen (cratera)
Hansteen é uma  cratera lunar que se localiza próximo à beirada sudoeste do Oceanus Procellarum.A sudoeste está a cratera inundada Billy. A beirada de Hansteen tem algo de poligonal na forma, especialmente ao longo de seu lado leste. Há alguns, terraços ao longo da  parede interna a noroeste. O solo interno contém diversos espinhaços, colinas, e alguns sulcos, muitos dos quais paralelos à beirada externa. Há um solo plano de material de albedo material na parte nordeste do interior.
Paralelamente à parede externa a sudoeste está uma pequena rima designada Rima Hansteen, uma formação com um comprimento de cerca de 25 km. A sudeste da cratera está o Mons Hansteen, ou Hansteen Alpha (α). Este é aproximadamente de formato triangular e ocupa uma área de cerca de 30 km do mare. Essa característica é mais nova que a cratera Hansteen e se pensa que foi uma extrusão de material vulcânico.

## Crateras Satélite
Por  convenção essas formações são identificadas em mapas lunares por posicionamento da letra no local do ponto médio da cratera que é mais próximo de  Hansteen.
| Hansteen | Latitude | Longitude | Diâmetro |
| -------- | -------- | --------- | -------- |
| A        | 12.7° S  | 52.2° W   | 6 km     |
| B        | 12.7° S  | 52.4° W   | 6 km     |
| E        | 10.5° S  | 50.5° W   | 28 km    |
| K        | 13.9° S  | 53.2° W   | 3 km     |
| L        | 13.5° S  | 52.9° W   | 3 km     |